# Lasiopogon (chi ruồi)
Lasiopogon là một chi ruồi trong họ Asilidae.